# Apomyelois ehrendorferi
Apomyelois ehrendorferi is een vlinder uit de familie snuitmotten (Pyralidae). De wetenschappelijke naam werd voor het eerst geldig gepubliceerd in 1970 door Hans Malicky en Rolf-Ulrich Roesler.
De soort komt voor in Europa.